# Zero Escape
Zero Escape (jap. 極限脱出 Kyokugen Dasshutsu) – seria komputerowych gier przygodowych reżyserii Kotaro Uchikoshiego. Dwie pierwsze odsłony serii, Nine Hours, Nine Persons, Nine Doors (2009) i Virtue’s Last Reward (2012), zostały wyprodukowane przez Spike Chunsoft (dawniej Chunsoft), a trzecia odsłona, Zero Time Dilemma (2016), jest produkcji Chime. Zero Escape jest wydawane przez Spike Chunsoft w Japonii, a w Europie i Ameryce Północnej odpowiednio przez Rising Star Games i Aksys Games.
Każda z gier w serii opisuje losy dziewięciu bohaterów, porwanych przez postać przedstawiającą się imieniem Zero i zmuszanych do wzięcia udziału w grze na śmierć i życie. Rozgrywka podzielona jest na sekcje powieściowe, w których gracz czyta o losach bohaterów, i sekcje ucieczki, w których gracz rozwiązuje łamigłówki. W pierwszych dwóch częściach, sekcje powieściowe są przedstawione w sposób typowy dla powieści wizualnych, a w trzeciej części w formie animowanych przerywników filmowych. Na przebieg historii wpływają wybory gracza podjęte w trakcie tych sekcji.

## Elementy serii

### Gry
Seria składa się w chwili obecnej z trzech gier. Pierwsze dwie gry zostały wydane po angielsku przez Aksys Games w Ameryce Północnej, a druga gra została wydana w Europie po angielsku przez Rising Star Games. Trzecia gra została wydana w Europie i Ameryce Północnej przez Aksys Games na konsole, a na system Windows przez Spike Chunsoft na całym świecie.
- Nine Hours, Nine Persons, Nine Doors (jap. 極限脱出 9時間9人9の扉 Kyokugen Dasshutsu 9 Jikan 9 Nin 9 no Tobira) to pierwsza gra w serii, wyprodukowana przez Chunsoft. Została wydana na Nintendo DS 10 grudnia 2009 roku w Japonii, a 16 listopada 2010 roku w Ameryce Północnej[5][6]. Wersja na iOS została wydana 28 maja 2013 roku w Japonii, a 17 maja 2014 roku poza jej granicami[6][7].
- Virtue’s Last Reward (jap. 極限脱出ADV 善人シボウデス Kyokugen Dasshutsu ADV: Zennin Shibō Desu) to druga gra z serii. Została wydana na Nintendo 3DS i PlayStation Vita 16 lutego 2012 roku w Japonii[8][9], 23 października 2012 roku w Ameryce Północnej, a 23 listopada 2012 roku w Europie[10][11]
- Zero Time Dilemma (jap. ZERO ESCAPE 刻のジレンマ Zero Escape: Toki no Jirenma) to trzecia gra z serii. Została wydana na konsole Nintendo 3DS i PlayStation Vita 28 czerwca 2016 roku w Europie[1][12], a 30 czerwca tego samego roku w Japonii[13]. Wersja na Microsoft Windows została wydana na całym świecie 30 czerwca 2016 roku[4][14].

Zestaw składający się z remaków dwóch pierwszych gier, Zero Escape: The Nonary Games, został wydany na Microsoft Windows, PlayStation 4 i PlayStation Vita 24 marca 2017 roku poza Japonią. Japońska wersja na Microsoft Windows została wydana 25 marca 2017 roku, a wersje konsolowe 13 kwietnia tego samego roku. Europejska wersja na PSV została opóźniona i będzie opublikowana w roku 2017. Nowa wersja Nine Hours, Nine Persons, Nine Doors zawiera dwa odrębne typy rozgrywki: powieściowy i przygodowy. Tryb powieściowy jest podobny do oryginalnego wydania, podczas gdy w trybie przygodowym zastosowano animowane rysunki postaci i dubbing. Do tej wersji dodano również schemat wyborów fabularnych, podobny do schematów w dwóch nowszych grach, aby ułatwić dotarcie do „prawdziwego” zakończenia. W remake'u nie zawarto jednak dodatkowej zawartości z wersji na iOS. Nowa wersja Virtue's Last Reward jest oparta na wcześniejszej wersji na PSV, ale poprawiono w niej literówki.

### Adaptacje i spin-offy
Adaptacja pierwszej gry na powieść, zatytułowana Kyokugen Dasshutsu 9 Jikan 9 Nin 9 no Tobira Alterna (jap. 極限脱出 9時間9人9の扉 オルタナ), została napisana w 2010 roku przez Kenji Kurodę i wydana w dwóch tomach przez Kodanshę. OVA oparte na początku drugiej gry zostało wyprodukowane przez Gonzo, a później wydane z angielskim dubbingiem przez Aksys Games. Pozbawiona tytułu gra przeglądarkowa w technologii Flash, nawiązująca do Virtue's Last Reward, została opublikowana na stronie japońskiego producenta. Artbook zawierający grafiki z dwóch pierwszych gier został opublikowany przez SB Creative w 2012 roku w Japonii, a artbook do trzeciej gry był w Japonii dołączany jako bonus do pre-ordera, a poza nią sprzedawany osobno. Albumy z ścieżką dźwiękową pochodzącą z dwóch pierwszych gier zostały wydane przez Super Sweep odpowiednio 23 grudnia 2009 roku i 19 kwietnia 2012 roku.
Studia Aksys i Spike Chunsoft podjęły współpracę z japońskim przedsiębiorstwem SCRAP, aby stworzyć Real Zero Escape: Trust on Trial, rzeczywisty escape room oparty na uniwersum Zero Escape, otwarty w kwietniu 2016. Można było go odwiedzić w Los Angeles przez kilka miesięcy. Gracze musieli rozwiązywać rzeczywiste zagadki utrzymane w duchu serii, mając ograniczoną ilość czasu.

## Odbiór
| Gra                                  | GameRankings                            | Metacritic                              |
| ------------------------------------ | --------------------------------------- | --------------------------------------- |
| Nine Hours, Nine Persons, Nine Doors | 83,21%                                  | 82/100                                  |
| Virtue’s Last Reward                 | 86,75% (3DS) 85,56% (Vita)              | 88/100 (3DS) 84/100 (Vita)              |
| Zero Time Dilemma                    | 78,75% (3DS) 82,50% (Vita) 76,75% (Win) | 81/100 (3DS) 83/100 (Vita) 78/100 (Win) |
| Zero Escape: The Nonary Games        | 87% (PS4) 83% (Vita) 85% (PC)           | 87/100 (PS4) 83/100 (Vita) 87/100 (Win) |

Seria Zero Escape została pozytywnie odebrana przez krytyków, a pierwsze dwie gry z serii otrzymały najwyższe oceny w różnych publikacjach branżowych. Reżyser serii, Uchikoshi, stwierdził, że sukces Nine Hours, Nine Persons, Nine Doors w Stanach Zjednoczonych pozwolił na stworzenie Virtue's Last Reward. Mimo tego, w Japonii obie gry okazały się porażką komerycjną. W rok od wydania, pierwsza gra sprzedała się w 27 762 kopiach, a druga w 14 023 kopiach łącznie na obu platformach, na które została wydana.
Seria była chwalona przez krytyków za fabułę: Andy Goergen z Nintendo World Report pisał, że 999 „stanowi rozszerzenie tego, co dotąd przedstawiała narracja gier komputerowych”, a Christian Nutt z Gamasutra powiedział, że Uchikoshi „ustanawia nowe granice tego, czym może być narracja w grach komputerowych”. Tony Ponce z portalu Destructoid nazwał fabułę 999 „jedną z najlepszych w historii gier komputerowych”, i wskazał ją jako przykład tego, jak zajmująca potrafi być historia opowiedziana za pomocą gry komputerowej. Bob Mackey z 1UP.com wyszczególnił 999 na liście powieści wizualnych, w które każde posiadacz Nintendo DS powinien zagrać, podając jako powody fabułę, przedstawione motywy i „szaleńcze eksperymenty nad narracją” i nazwał Virtue's Last Reward „jedną z największych powieści wizualnych, które kiedykolwiek trafiły do Ameryki”. Dziennikarze Famitsu chwalili napięcie, dające się odczuć w trakcie poznawania fabuły, i satysfakcję odczuwaną po rozwiązaniu zagadek w 999, a w Virtue's Last Reward chwalili schemat wyborów fabularnych i przemieszanie ze sobą różnych wątków. Jason Schreier z Kotaku umieścił 999 i Virtue's Last Reward na liście powieści wizualnych, w które powinni zagrać nawet osoby, które nie lubią motywów pochodzących z anime. Schreier napisał dla portalu Wired, że narracja 999' jest innowacyjna i że spodobały mu się zakończenie i bohaterowie gry, ale jednocześnie uważa, że część tekstu była napisana niestarannie i nie odczuwało się prawdziwego zagrożenia w trakcie gry.